# Domenico Leone
Domenico Leone, Domenico Leoni (łac. Dominicus Leo Abrogatis) – wenecki urzędnik, magister militum Wenecji w roku 737/738.
Pochodził z Malamocco na wyspie Lido. Po zamordowaniu Orsa Ipata w 737 zgromadzenie mieszkańców Wenecji miało podjąć decyzję o likwidacji urzędu doży i powierzeniu władzy magistrowi militum na roczną kadencję. Domenico Leone został wybrany jako pierwszy z pięciu piastujących tę funkcję. Stanowisko doży zostało przywrócone w roku 742.